# Glace IX

La glace IX est une forme métastable de la glace d’eau qui existe à des températures inférieures à 140 K (−133 °C) et des pressions comprises entre 200 et 400 MPa. Elle a un réseau cristallin tétragonal et une densité de 1,16 g·cm-3, légèrement supérieure à celle de la glace ordinaire.
La glace ordinaire est appelée glace Ih (dans la nomenclature de Bridgman). Différents types de glaces, de la glace II à la glace XVI ont été créés en laboratoire à différentes températures et pressions.
La glace IX ne doit pas être confondue avec la « glace-neuf », une découverte fictive dans le roman de science-fiction Le Berceau du chat de Kurt Vonnegut (1963).